# Sopo Gelowani
Sopo Gelowani, znana także jako Sophie Gelowani (ur. 21 marca 1984 w Gruzji) – gruzińska piosenkarka, reprezentantka Gruzji podczas 58. Konkursu Piosenki Eurowizji w 2013 roku w duecie z Nodiko Tatiszwilim.

## Edukacja
Sopo Gelowani studiowała na wydziale pianina w szkole muzycznej w Gruzji. W 2005 ukończyła studia na Wydziale Stosunków Międzynarodowych Uniwersytetu im. Ilii Czawczawadzego, po czym rozpoczęła naukę w szkole muzycznej im. Zakary Paliaszwiliego.

## Kariera muzyczna
W 1999 Gelowani wygrała rosyjski program typu talent show Morning Star. Brała udział w wielu międzynarodowych festiwalach muzycznych, zwyciężyła m.in. podczas festiwalu Do-Re-Mi organizowanym w Erywaniu w 2000, Way to the Stars i XII Slavic Market w 2003, II Songs of the World w mołdawskim Kiszyniowie w 2006 i Vesna Romansa w Petersburgu oraz XI Romansiada-2007 w 2007. W tym samym roku zorganizowała swój pierwszy solowy koncert, który odbył się w Estrada Theater w Petersburgu.
W 2010 zajęła drugie miejsce podczas konkursu GeoStar. Na przełomie 2011 i 2012 wzięła udział w programie 10+10, w którym występowała w duecie z Eduardem Romanyutą.
Współpracowała z rosyjskim artystą Michaiłem Aptermanem. Obecnie jest nauczycielką w szkole muzycznej im. Jakoba Gogebaszwiliego.
31 grudnia 2012 gruziński nadawca publiczny Georgian Public Broadcasting poinformował o wewnętrznym wybraniu Gelowani i Nodiko Tatiszwiliego na reprezentantów Gruzji podczas 58. Konkursu Piosenki Eurowizji. Ich konkursowy utwór „Waterfall” napisali Thomas G:son i Erik Bernholm. 16 maja Gelowani wystąpiła z Tatiszwilim podczas drugiego koncertu półfinałowego konkursu i zdobyła w sumie 63 punkty, awansując do finału z 10. miejsca. W sobotnim finale, który odbył się 18 maja, para zaprezentowała się jako przedostatnia, 25. w kolejności i zdobyła łącznie 50 punktów, zajmując 15. miejsce w końcowej klasyfikacji. Eurowizyjny występ wyreżyserował Lasza Oniani, a stroje zaprojektował Awtandil Ckwitinidze. Po finale konkursu wokaliści otrzymali Nagrodę Dziennikarzy im. Marcela Bezençona dla ulubionych reprezentantów akredytowanych dziennikarzy.